# Přerovská hůra
Přerovská hůra (v minulosti také Bílá hůra, Bílá hůrka nebo Bělice; 237 m) je svědeckým vrchem tyčícím se nad středočeskou obcí Přerov nad Labem. Je krajinnou dominantou, která převyšuje své okolí o více než 50 metrů. Společně se Semickou a Břístevskou hůrou tvoří trojvrší Polabské hůry.
Jižní svah hůry je součástí evropsky významné lokality Natura 2000 Polabské hůry. Na Přerovské hůře v místech nazývaných Na Šancích se rozprostírá pravěké a raně středověké hradiště (Keltové, Slované), jehož rozloha se odhaduje až na 20 hektarů. Od roku 2009 je hradiště státem chráněnou kulturní památkou.

## Flóra a fauna, ochrana přírody

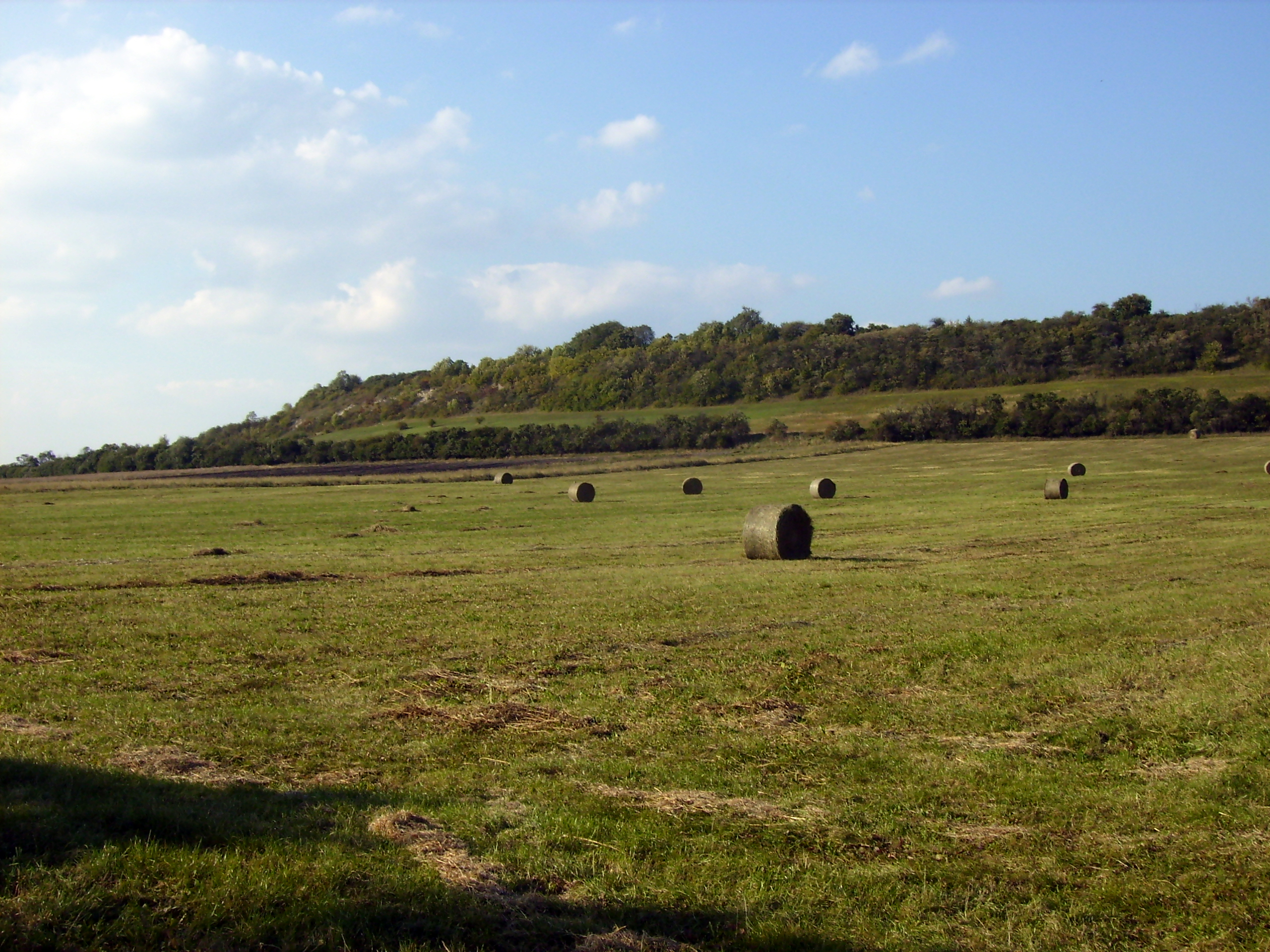
Přerovská hůra – jižní svah

Na svahu hůry jsou vyvinuta typická společenstva polabských bílých strání s hojným výskytem druhů červeného seznamu. Převládající vegetací jsou širokolisté suché trávníky, místy tvoří přechody k suchým trávníkům. V křovinatých partiích se na větších plochách vyskytují teplomilné lemy. V mozaice se suchými trávníky jsou bohatě zastoupeny vysoké mezofilní křoviny, místy s podrostem kamejky modronachové. Na hůře roste řada ohrožených druhů rostlin: hvězdnice zlatovlásek (Aster linosyris), pcháč bezlodyžný (Cirsium acaule), zeměžluč spanilá (Centaurium pulchellum), vousatka prstnatá (Bothriochloa ischaemum), chrpa chlumní (Centaurea triumfettii), hořec brvitý (Gentianopsis ciliata), ledenec přímořský (Tetragonolobus maritimus), kavyl vláskovitý (Stipa capillata), kavyl Ivanův (Stipa pennata), černohlávek velkokvětý (Prunella grandiflora), lněnka lnolistá (Thesium linophyllon) a hořeček nahořklý (Gentianella amarella). Dále se tu vyskytují slézovec durynský, strdivka nící, kopretina chocholičnatá, šalvěj luční, krvavec menší nebo čistec přímý. Severní svah je zarostlý dubo-buko-habrovým lesem. Vrchol této stolové hory je využívaný jako pole.
Lokalita je významná i výskytem celé řady vzácných druhů bezobratlých. Na Přerovské hůře je evidována stabilní populace kudlanky nábožné. Jižní svah Přerovské hůry obývají mimo jiné tyto druhy mandelinek (čeleď Chrysomelidae): Criocerinae (kohoutek modrý), Clytrinae (Smaragdina affinis), Cryptocephalinae (Cryptocephalus chrysopus), Alticinae (dřepčík černý, dřepčík černonohý, Phyllotreta vittula, Aphtona euphorbiae, Aphtona venustula, Longitarsus anchusae, Longitarsus obliteratus, Longitarsus salviae, Chaetocnema hortensis, Dibolia timida), Hispinae (trnáč černý), Cassidinae (štítonoš skvrnitý, Cassida rubiginosa, Hyppocassida subferuginea).
Na hůře se vyskytují tyto tzv. naturové biotopy: Polopřirozené suché trávníky a facie křovin na vápnitých podložích (Festuco-Brometalia), Úzkolisté suché trávníky - porosty bez význačného výskytu vstavačovitých, Širokolisté suché trávníky bez význačného výskytu vstavačovitých a bez jalovce obecného (Juniperus communis), Extenzivní sečené louky nížin až podhůří (Arrhenatherion, Brachypodio-Centaureion nemoralis), Mezofilní ovsíkové louky, Dubohabřiny asociace Galio-Carpinetum a Hercynské dubohabřiny.
Hůra byla v roce 2005 vyhlášena významným krajinným prvkem, aby byla chráněna teplomilná rostlinná společenstva a četní zástupci bezobratlé fauny. 5. října 2009 vláda ČR na návrh ministra životního prostředí Ladislava Mika zařadila celý jižní svah do seznamu Evropsky významných lokalit Natura 2000 (název přírodní památky Polabské hůry). EVL byla vyhlášena rozhodnutím Evropské komise v lednu 2011.

## Hradiště

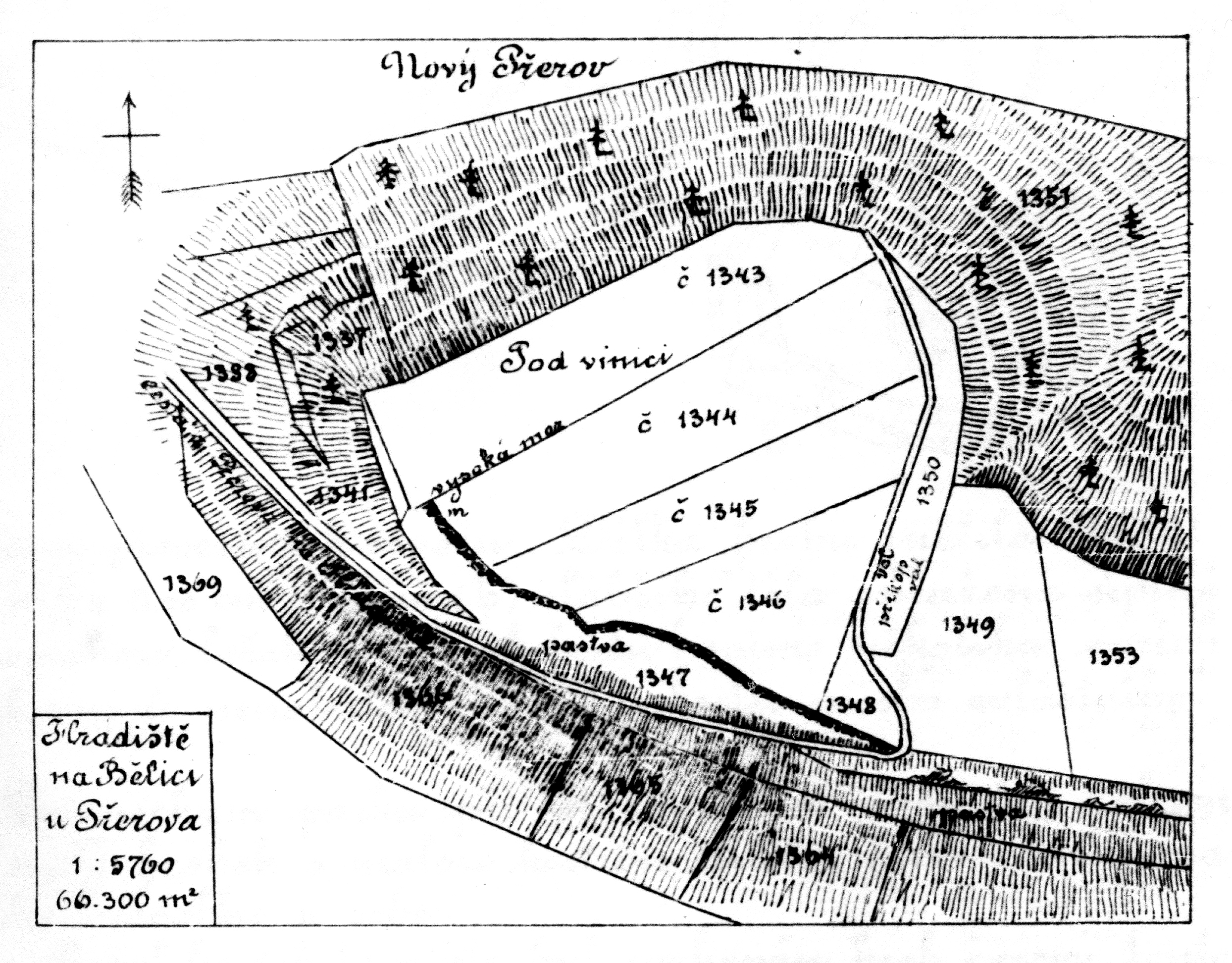
Plánek vrcholu Přerovské hůry se zákresem hradiště

Hradiště na Přerovské hůře bylo osídleno řadou kultur (lužická, knovízská, slezská) od doby bronzové po raný středověk Dochovaly se z něj pouze nevýrazné terénní vlny v místech zaniklého opevnění. Není zřejmé, ve kterých fázích osídlení byla Přerovská hůra opevněna, ale předpokládá se že tomu tak bylo v době halštatské a v raném středověku.

## Geologie

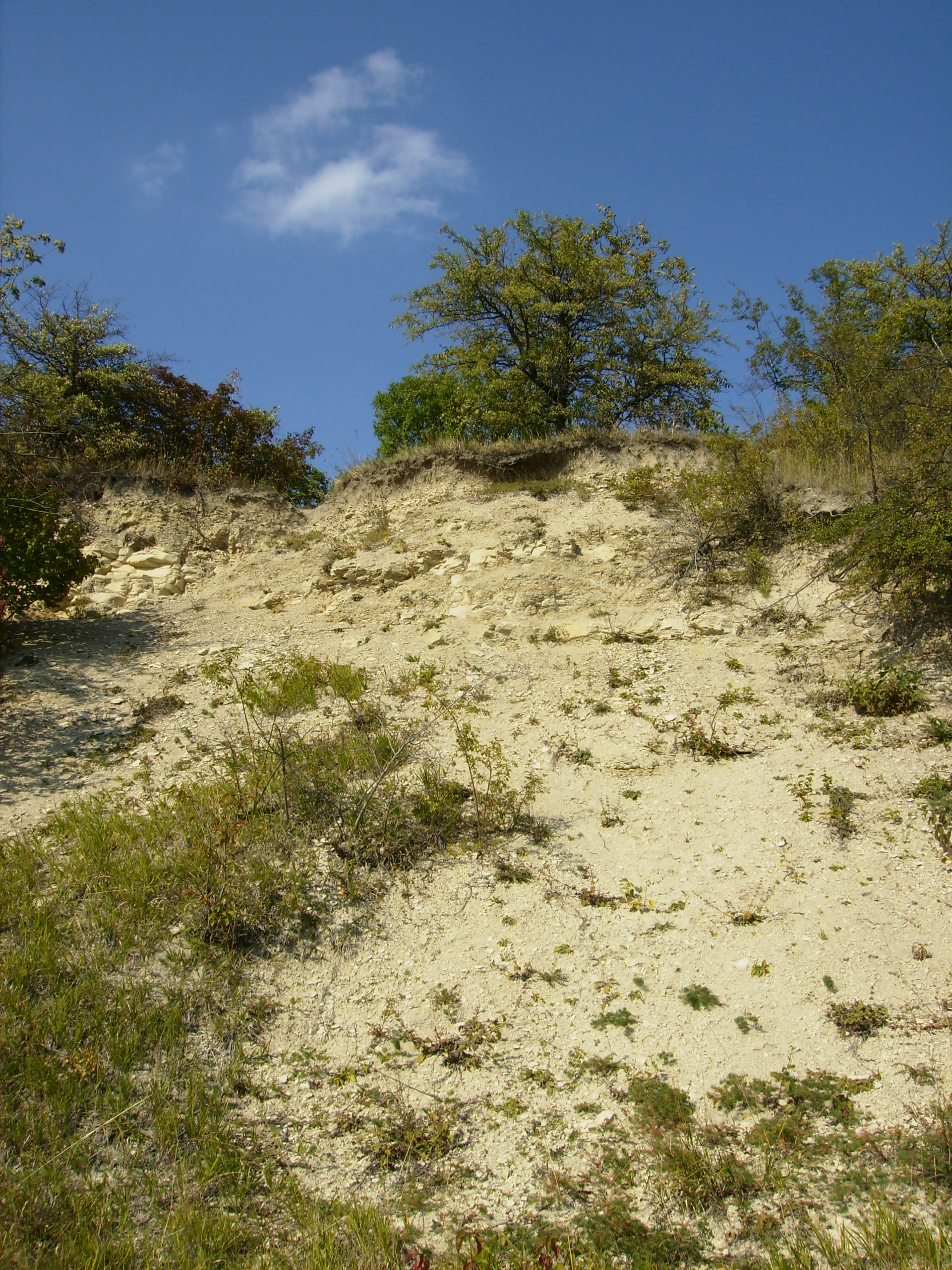
Přerovská hůra – bílá skalka na jižním svahu

Přerovská hůra je tvořena odolnými turonskými písčitými slínovci jizerských vrstev české křídové pánve. Pro geologa představuje užitečný studijní materiál, protože tu jsou jasně patrné jednotlivé geologické vrstvy a lze tak vysledovat složení podloží a pradávnou historii tohoto kraje. Uprostřed pole na vrcholu Přerovské hůry je lesem zarostlá rokle.
Na rozpadající se jižní stráni bylo v minulosti významné naleziště pravěkých zkamenělin. V 80. letech 20. století byla nestabilní skalka na jižním svahu z bezpečnostních důvodů odstřelena, čímž došlo k značnému poškození nálezů. Fragmenty otisků rostlin a živočichů jsou zde k nalezení dodnes (profesionální průzkum provádí Polabské muzeum v Poděbradech, zejména Blanka Kloučková).
Přerovská hůra není jediným polabským svědeckým vrchem. Obdobný charakter má i Chotuc (255 m n. m.), Dřínov (247 m n. m.) u obce Dřínov nebo Oškobrh (287 m n. m.).

## Geomorfologie
Geomorfologicky Přerovská hůra náleží do subprovincie Česká tabule, oblasti Středočeská tabule, celku Středolabská tabule, podcelku Nymburská kotlina a okrsku Sadská rovina, jejíž je samostatnou geomorfologickou částí

## Přístup
Na Přerovské hůře končí žlutá turistická značka KČT. Začíná v Kerském lese, vede přes Břístevskou hůru, Starý Vestec a okolo skanzenu lidové architektury Polabského národopisného muzea v Přerově nad Labem. Nezalesněný vrchol hůry poskytuje umožňuje rozhled.

## Fotogalerie

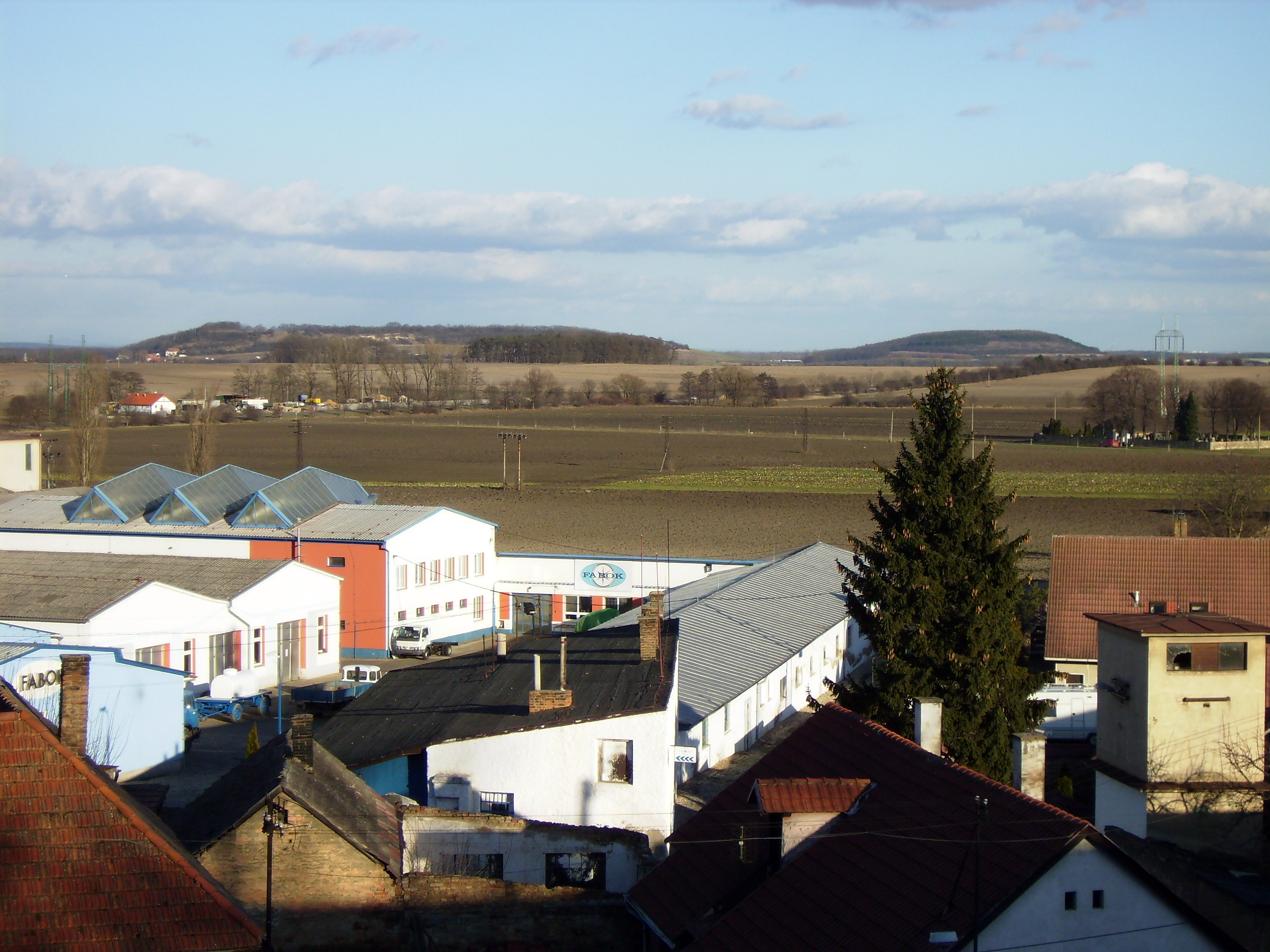
Přerovská a Semická hůra při pohledu z návrší v Mochově
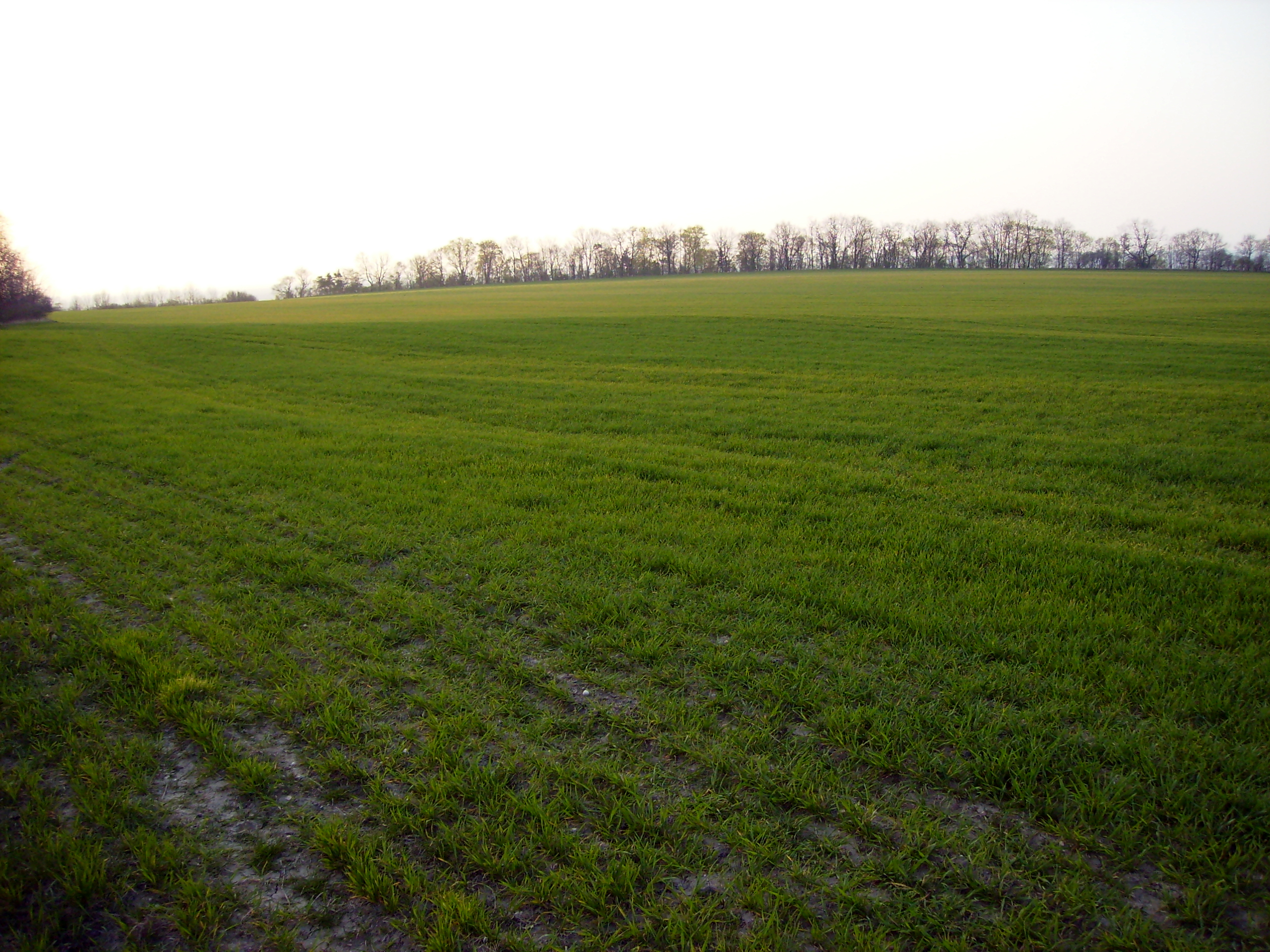
Rovinatý vrchol Přerovské hůry je zemědělsky využíván
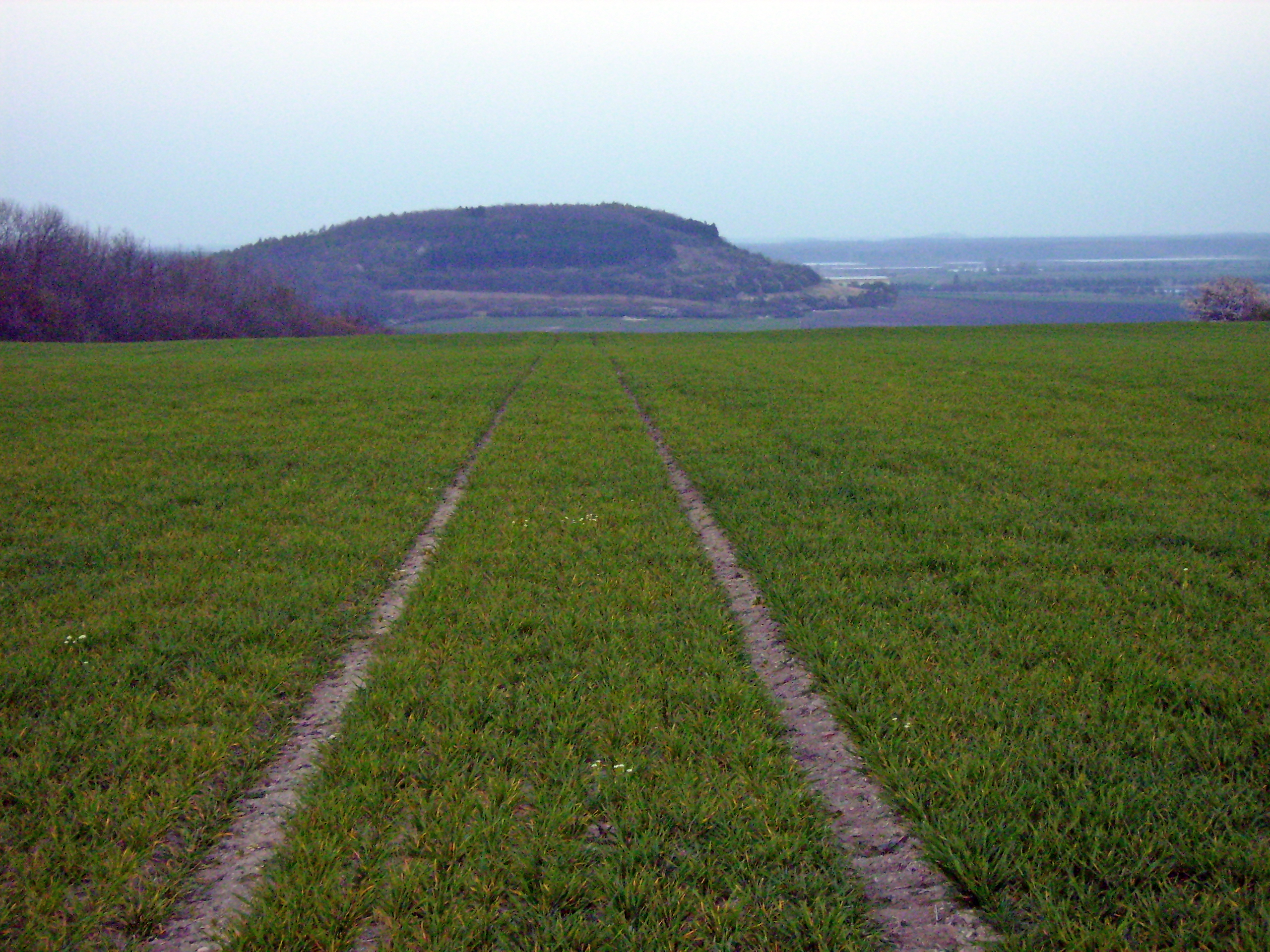
Vrchol Přerovské hůry s výhledem na Semickou hůru